# Eutichurus arnoi
Eutichurus arnoi är en spindelart som beskrevs av Alexandre B. Bonaldo 1994. Eutichurus arnoi ingår i släktet Eutichurus och familjen sporrspindlar.
Artens utbredningsområde är Colombia. Inga underarter finns listade i Catalogue of Life.